# Johnny Hart (football)
Pour les articles homonymes, voir Hart.
John Paul Hart, dit Johnny Hart, né le 8 juin 1928 à Golborne (Grand Manchester) et mort le 26 novembre 2018, est un footballeur et entraîneur anglais.

## Biographie
Johnny Hart joua pour Manchester City en tant qu'attaquant lors de 178 matchs entre 1947 et 1960, marquant un total de 67 buts. 
Le 1er avril 1973, il succède à Malcolm Allison en tant qu'entraîneur du club pour six mois, avant d'être forcé de se retirer dû à une attaque du pancréas le 22 octobre 1973. Dans une interview, il expliqua que le rôle d'entraîneur n'était pas fait pour lui et qu'il était trop timide pour ce type de travail, c'est d'ailleurs pourquoi le fait d'entraîner Manchester City le rendit malade.
Son fils, Paul, devint un défenseur central et se lança lui aussi dans une carrière d'entraîneur une fois celle de joueur terminée.